# Kanaren-Storchschnabel
Der Kanaren-Storchschnabel (Geranium reuteri, Syn.: Geranium canariense) ist eine Pflanzenart der Gattung Storchschnäbel (Geranium) und gehört zur Familie der Storchschnabelgewächse (Geraniaceae).

## Beschreibung
Die mehrjährige krautige Pflanze erreicht Wuchshöhen zwischen 20 und 100 Zentimetern. Die kräftige Pflanze ist bisweilen am Grund etwas verholzt. Die Laubblätter sind höchstens auf der Unterseite auf den Blattadern etwas behaart. Die Blattspreiten sind bis zum Grund fünflappig mit fiederschnittigen, gekerbt-gesägten Abschnitten.
Die Blüten befinden sich auf stark abstehend behaarten Stielen und werden zwischen 2 und 3 Zentimeter breit. Der Kelch ist begrannt. Die Kronblätter sind rosa, außen etwas weißlich. Die Staubgefäße sind am Grund verwachsen. Die Staubfäden sind rosa, die Staubbeutel rot. Blütezeit ist von April bis August. Die Frucht ist eine vielsamige, etwas fleischige Kapsel, die schwarze Samen enthält.

## Vorkommen
Der Kanaren-Storchschnabel wächst nur auf den Kanarischen Inseln, mit Ausnahme von Lanzarote und Fuerteventura. Die Art bevorzugt vor allem offene Bereiche in Lorbeerwäldern. 

## Taxonomie
Die erste Beschreibung der Art erfolgte im Jahr 1858 durch George François Reuter als Geranium canariense. Dieser Name ist allerdings ein jüngeres Homonym von Geranium canariense (Willd.) Poir., einer Umkombination aus dem Jahr 1812 mit dem Basionym Pelargonium canariense. Letzterer Name bezieht sich aber auf Pelargonium candicans Spreng., einer Art der Pelargonien aus Südafrika, die von Carl Ludwig Willdenow irrtümlich als auf den Kanarischen Inseln vorkommend angegeben worden war. Da der Name Geranium canariense Reut. als jüngeres Homonym nicht verwendet werden kann, erhielt die Art im Jahr 1997 einen neuen Namen zu Ehren des Erstbeschreibers.